# Де Бенхувер, Йозеф
Йозеф Де Бенхувер (нидерл. Jozef De Beenhouwer; род. 26 марта 1948, Брасхат) — бельгийский пианист.
Начал учиться музыке в пятилетнем возрасте у своего деда. С 1964 года занимался частным образом под руководством Лоде Бакса, одновременно окончил Лёвенский католический университет (1970) как фармацевт, после чего продолжил занятия с Баксом в Антверпенской консерватории, которую окончил в 1975 году.
Выступал как солист и ансамблист в различных европейских странах, США и Южной Корее. Аккомпанировал ряду бельгийских вокалистов, со скрипачом Кесом Хюлсманом и виолончелистом Марином ван Сталеном сформировал Трио имени Шумана. В 1986—1996 гг. был официальным аккомпаниатором скрипачей и вокалистов на Международном конкурсе имени королевы Елизаветы.
Наибольшее место в творчестве Де Бенхувера занимает музыка Роберта Шумана. Реконструировал по автографам и впервые исполнил (1986, с Венским симфоническим оркестром) концертную пьесу Шумана для фортепиано с оркестром ре минор (1839). Впервые осуществил запись полного собрания сочинений для фортепиано соло Клары Шуман. Стал также первым в новейшее время исполнителем фортепианной сонаты друга Шумана Людвига Шунке. Пропагандирует также музыку фламандских композиторов; под редакцией Де Бенхувера издан ряд произведений Петера Бенуа, Виктора Легле, Августа де Бука и др. С 1983 г. профессор Антверпенской консерватории.
В 1993 г. удостоен Премии Роберта Шумана.